# مركز حقوق الإسكان وحالات الإخلاء
كان مركز حقوق الإسكان وحالات الإخلاء (COHRE) منظمة دولية غير حكومية مقرها جنيف، وأسسها سكوت ليكي عام 1994 كمؤسسة في هولندا (Stichting COHRE).

## المكاتب
في أوجِها في عام 2008، كان بعهدة COHRE مكاتب في سويسرا وغانا وجنوب إفريقيا وسريلانكا وكمبوديا والبرازيل والولايات المتحدة، ونُفّذت أعمالها من خلال ثلاثة برامج إقليمية تغطي إفريقيا وآسيا والأميركتين بالإضافة إلى خمسة برامج إقليمية تغطي الاقتصاد، والتقاضي الاستراتيجي للحقوق الاجتماعية والثقافية، والمرأة وحقوق السكن، وعمليات الإخلاء القسري، والسكن واستعادة الأراضي، والحق في الماء والصرف الصحي. اعتبارًا من نهاية عام 2011، احتفظ COHRE بمكاتبه المسجّلة في منطقة آسيا والمحيط الهادئ (كمبوديا) وأفريقيا (كينيا). نسّقت هذه المكاتب المتبقية الأنشطة الإقليمية والمحلية سعياً منها لإنجاز مهمة COHRE. تتمثّل مهمة COHRE في ضمان التمتّع الكامل بحق الإنسان في السكن اللائق للجميع في كل مكان، بما في ذلك منع عمليات الإخلاء القسري للأشخاص والأسر والمجتمعات من منازلهم أو أراضيهم. توقفت عمليات COHRE في أوائل عام 2012.
منح المجلس الاقتصادي والاجتماعي التابع للأمم المتحدة (ECOSOC، 1999) ومنظمة الدول الأمريكية (OAS، 2002) المركز الاستشاري الخاص لمركز حقوق الإسكان وحالات الإخلاء، وكان له مركز تشاركي مع مجلس أوروبا (CoE، 2003) وكذلك مركز المراقب لدى اللجنة الأفريقية لحقوق الإنسان والشعوب (ACHRP، 2003).

## برامجه
من خلال ثلاثة برامج إقليمية تغطي أفريقيا وآسيا والمحيط الهادئ والأمريكيتين، تضافرت جهود COHRE مع الشركاء من المنظمات غير الحكومية والمجتمعات والمهنيين الملتزمين، سعياً لتحقيق هدف حقوق الإسكان للجميع في كل مكان.
خلال أكثر من عقد من الترويج لحقوق السكن في جميع أنحاء العالم، علمت COHRE أنه لا توجد منهجية واحدة يمكنها معالجة مجموعة واسعة من العمليات التي تقوّض الحق في السكن اللائق. وذلك لأن مشكلة حقوق الإسكان ببساطة منتشرة انتشارًا واسعًا، والأسباب متنوّعة لدرجة كبيرة لا تسمح للاستجابات المخططة أو المنهجيات أن تكون فعّالة. على سبيل المثال، قد يكون هناك انتهاك معين لحقوق السكن، كالإخلاء القسري الجماعي، نتيجة لمشروع تنموي تديره جهة محلية وبادرت إليه الحكومة الوطنية ضمن إطار برنامج لإعادة الهيكلة المالية المنفذة خارجيًا وبتمويل من منظمات دولية مانحة. وقد يتسبب بمشكلة في حقوق الإسكان مزيج من التوسّع الحضري السريع وتفشي انعدام أمن الحيازة والنزاع السياسي. كما قد يكون ذلك نتيجة للحماية القانونية غير الكافية للفقراء. مرة أخرى، قد يكون ذلك نتيجة التحضيرات لاستضافة حدث ضخم كبطولة كأس العالم أو الألعاب الأولمبية.

## الأدوات
طوّرت COHRE واختبرت نطاقًا من الأدوات لاستخدامها في تركيبات مختلفة وعلى مستويات مختلفة، كما يتطلب كل موقف محدد. وتشمل تلك الأدوات:

### الشراكات والاستراتيجيات المشتركة
كان عمل COHRE يستند إلى افتراض أن لدور المجتمعات المحلية المتضرّرة أهمية بالغة في معالجة انتهاكات حقوق السكن. يجب أن يشارك الفقراء أنفسهم مشاركة مباشرة في صياغة وتنفيذ الحلول والبدائل. وأن الإسهام الذي تقدمه المجتمعات المحلية يُعد إسهامًا بالغ الأهمية وبدونه لن تنجح ببساطة معظم المشاريع المتعلّقة بالإسكان. في حالات السكن أو حالات الإخلاء التي يشارك فيها COHRE مشاركة مباشرة، يسعى COHRE إلى إرساء تحالفات وشراكات والشروع في حملات مشتركة مع المجموعات ودعم المنظمات العاملة على مستوى المجتمع المحلي.
لا يكون العمل على مستوى المجتمع المحلي فقط كافيًا في حد ذاته. بما أن العمل الوطني والإقليمي والدولي يمكن أن يكون فعّالًا للغاية في حالات انتهاكات حقوق السكن الرئيسية، فقد أنشأ COHRE أيضًا شراكات مع منظمات تعمل على هذه المستويات الأوسع.

### تحقيقات تقصّي الحقائق
يُعد جمع المعلومات الدقيقة ذات الصلة أحد الأدوات أيضًا. يرسل مركز COHRE بانتظام فرقًا متعدّدة الاختصاصات إلى البلدان الرئيسية التي تركز عليها بغرض تقصّي الحقائق. وعادة ما يجرون تحقيقات ميدانية ومقابلات مع الأطراف الرئيسية الفاعلة ودراسة القوانين والسياسات والبرامج ذات الصلة وإجراء أي بحث إضافي مطلوب لتقييم طبيعة ونطاق انتهاكات حقوق الأراضي والسكن في موقف معيّن. هذا من شأنه أن يوفّر الأساس لوضع التوصيات والبدائل. تنفّذ هذه المهام عادًة بناءً على طلب الشركاء المحليين وبالتعاون معهم.
استخدم COHRE مسودة تقارير تقصّي الحقائق كأداة للتشاور والتفاوض مع الأطراف الرئيسية الفاعلة، بما في ذلك الحكومات. لقد أثبتت هذه الاستراتيجية فعاليتها في إقناع الحكومة بالتصدي لحجم الانتهاكات والآثار المترتبة على متابعة السياسات والممارسات الحالية. بمجرد الانتهاء من ذلك، تُستخدم تقارير تقصّي الحقائق في COHRE كموارد معلومات لمنظمات حقوق الإنسان المحلية والمجتمعات المتضرّرة للضغط على الحكومة المعنية لتقديم سياسات وقوانين وبرامج جديدة. تقارير تقصّي الحقائق هي أيضًا أدوات مفيدة على المستويين الإقليمي والدولي للضغط على الحكومات المعنية وتشكيل أساس للتقارير الموازية بهدف تقديمها أمام أجهزة حقوق الإنسان التابعة للأمم المتحدة والهيئات الإقليمية والدولية الأخرى.

### الدعم
دعمَ COHRE المجموعات المحلية ويدعم المنظمات لشنّ حملات والحشد ضد انتهاكات حقوق الإسكان من خلال إصدار مذكرات احتجاج رسمية موجّهة للحكومات، وتقديم الطلبات إلى البعثات الحكومية، وإطلاق حملات عمل مشتركة، وممارسة الضغط الشعبي من خلال الظهور على وسائل الإعلام. في حالات الانتهاكات الصارخة والمتواصلة دون أي محاولة من جانب الحكومات المعنية لاتخاذ خطوات علاجية، سينظر COHRE في إدراج الدولة المعنية في قائمة منتهكي حقوق الإسكان كجزء من أحكام منتهك حقوق السكن والحامي والمدعى عليه، التي كان يعلن عنها في نهاية كل عام حتى عام 2008. لقد أثبتت هذه الأداة فعاليتها على نحو ملحوظ في كشف مرتكبي أسوأ انتهاكات حقوق الإسكان وفضحهم، مع التركيز في الوقت نفسه على الجهود الإيجابية التي بذلتها الحكومات والأفراد لتعزيز وحماية حقوق الإسكان في المجتمعات المحلية.

### التّقاضي
في الماضي، رفع COHRE دعوى قضائية إستراتيجية لإنفاذ معايير حقوق الإنسان ومعالجة انتهاكات حقوق الإنسان السابقة وتوليد فقه قضائي مفيد في مجال الحقوق الاقتصادية والاجتماعية والثقافية. تضمّن عمل COHRE في هذا المجال تقديم المشورة القانونية لقضايا الاختبار على المستوى المحلي، مع رفع القضايا أمام المنتديات القضائية الدولية والإقليمية في حالة فشل المحاكم المحلية في توفير الحل المناسب، والتدريب على بناء القدرات وورشات العمل للقضاة والمحامين وغيرهم من مناصري حقوق الانسان. في عام 2009، قادت COHRE قضيتين أمام اللجنة الأوروبية للحقوق الاجتماعية: رقم 52/2008 ضد كرواتيا ورقم 58/2009 ضد إيطاليا.
واصلت المبادرة العالمية للحقوق الاقتصادية والاجتماعية والثقافية عمل التقاضي الاستراتيجي الذي تعهد به COHRE سابقًا.

### الهيئات الإقليمية والدولية
يعد العمل على المستويين الإقليمي والدولي أداة مهمة لدعم النضالات الوطنية التي تتصدّى لانتهاكات حقوق الإسكان. غالبًا ما تلعب القرارات الصادرة على مستوى الأمم المتحدة أو الأجهزة الإقليمية لحقوق الإنسان دورًا مهمًّا في تغيير السياسة أو التشريعات الحكومية، مع توفير الدعم الأساسي أيضًا للجماعات والمجتمعات التي تكافح عمليات الإخلاء القسري وغيرها من انتهاكات حقوق الإسكان. من خلال أمانتها الدولية في جنيف، توفّر COHRE بانتظام وصولاً مباشرًا إلى الأمم المتحدة لمجموعات في البلدان النامية للدعوة والضغط والحصول على قرارات وتوصيات ملموسة تساعدهم في نضالهم والتعرّف على أجهزة حقوق الإنسان التابعة للأمم المتحدة والحصول على جهات الاتصال المهمة ودعم قضيتهم. كما يحضّر COHRE الالتماسات والعروض التقديمية للهيئات الإقليمية كلجنة البلدان الأمريكية لحقوق الإنسان واللجنة الأفريقية لحقوق الإنسان والشعوب.

### التدريب
شارك COHRE في برامج تدريب مكثفة مع المجموعات الشعبية والمنظمات غير الحكومية والمسؤولين الحكوميين والمحامين والقضاة. صممت برامج التدريب لتلبية احتياجات مجموعة مستهدفة وضمن سياق محدد. وحصلت المجموعات المجتمعية ومنظمات الدعم على المساعدة لإدراك حقوقهم ووضع استراتيجيات لتحقيق تلك الحقوق والمشاركة في حركات حقوق الإسكان وصياغة البدائل. خضع المحامون للتدريب ليكونوا أكثر وعيًا باحتياجات المجتمعات ودورها، وبشمل الحماية القانونية الدولية في حججهم. كما تعرّف المسؤولون الحكوميون على مفهوم الإسكان كحق من حقوق الإنسان، وأهمية إتاحة المشاركة المباشرة للمجتمعات المتضررة في برامجها، والدروس المستفادة من أفضل الممارسات الدولية. تعرّف القضاة على أحكام القانون الدولي وأهميته. كما اجتمعت المجموعات المختلفة أيضًا لتبادل الأفكار وتطوير استراتيجيات مشتركة.

### تعزيز الإصلاح السياسي والتشريعي
يعمل COHRE على تعزيز الإصلاح السياسي والتشريعي على المستوى الوطني والإقليمي والدولي، لضمان تحسين حقوق الإسكان وأطر التسليم والصكوك القانونية حيثما كان ذلك ممكنًا.